# NGC 6657
NGC 6657 est une galaxie spirale barrée située dans la constellation de la Lyre. Sa vitesse par rapport au fond diffus cosmologique est de 6 860 ± 23 km/s, ce qui correspond à une distance de Hubble de 101,2 ± 7,1 Mpc (∼330 millions d'al). NGC 6657 a été découverte par l'astronome français Édouard Stephan en 1876.
NGC 6657 présente une large raie HI.